# James Dickson Innes

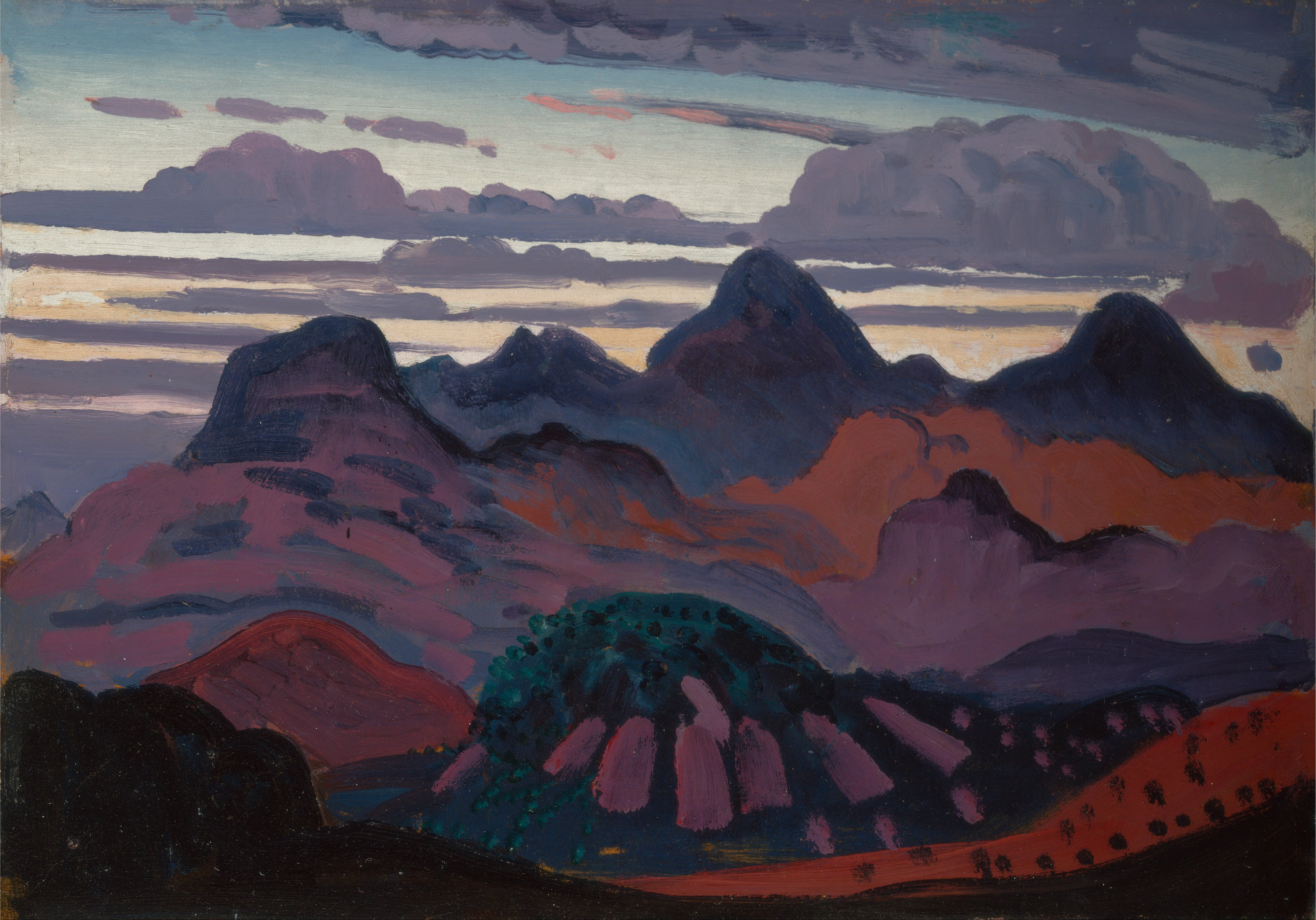
Deep Twilight, Pyrénées (1912 ou 1913)

James Dickson Innes (27 février 1887 - 22 août 1914) est un peintre britannique, principalement de paysages de montagne mais parfois de sujets figuratifs. Il a travaillé dans les huiles et les aquarelles.

## Style artistique
De son style artistique, l'historien de l'art David Fraser Jenkins a écrit : « comme celui des fauves en France et des expressionnistes en Allemagne, le style de son œuvre est primitif: il est enfantin en technique et est associé au paysage des lieux reculés » .

## Biographie

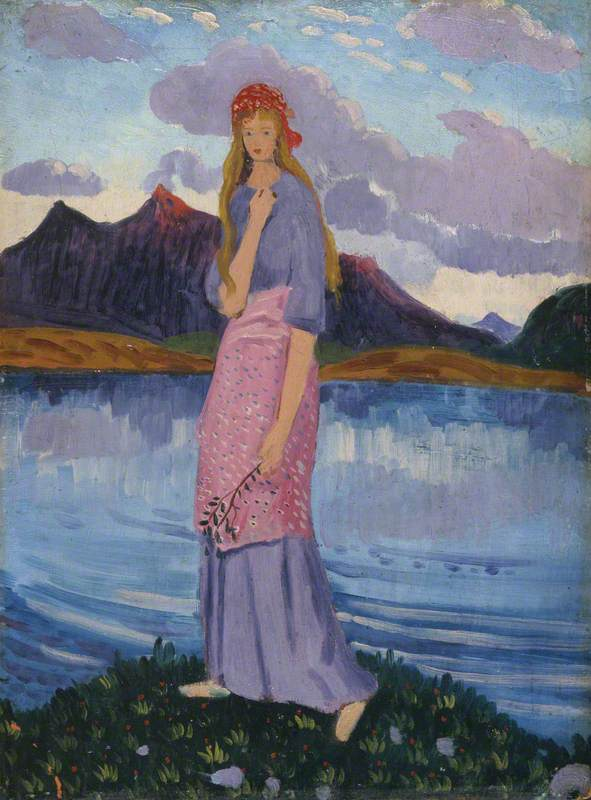
Girl Standing by a Lake, huile sur panneau, 1911/1912. Représentant peut-être Euphemia Lamb.

James Dickson Innes est né le 27 février 1887 à Llanelli, dans le sud du Pays de Galles. Son père, John Innes, originaire d'Écosse, est historien et s'intéresse aux travaux locaux de cuivre; sa mère est d'origine catalane. Il a deux frères, Alfred et Jack.
Ses parents l'envoient pour faire ses études au Christ College de Brecon. Il étudie ensuite à la Carmarthen School of Art (1904–1905), où il reçoit une bourse à la Slade School of Art de Londres (1905–1908). Philip Wilson Steer est l'un d ses professeurs à la Slade School of Art.
À partir de 1907, il expose avec le New English Art Club ; et en 1911, il devient membre du Camden Town Group. Le Camden Town Group comprend Walter Sickert, qui a une influence sur l'art d'Innes, et Augustus John avec qui Innes devient ami .
En 1911, il tient une exposition avec Eric Gill à la Chenil Gallery, Londres: « Sculptures de Mr Eric Gill et Landscapes by Mr JD Innes » ,.
L'homme politique et philanthrope gallois Winifred Coombe Tennant (1874-1956) est un important mécène de son travail .
En 1913, Innes expose à l'influent Armory Show de New York, Chicago et Boston .
En 1911 et 1912, il passa du temps à peindre avec Augustus John autour d'Arenig Fawr dans la vallée d'Arenig au nord du Pays de Galles ; mais une grande partie de son travail se fit à l'étranger, principalement en France (1908-1913), notamment à Collioure, mais aussi en Espagne (1913) et au Maroc (1913) - un voyage à l'étranger ayant été prescrit après avoir reçu un diagnostic de tuberculose.
Finalement, le 22 août 1914, à l'âge de vingt-sept ans, il meurt de la maladie dans une maison de soins infirmiers à Swanley, Kent.

## Héritage
Innes est un artiste britannique inhabituel de cette époque, en raison de son style de peinture audacieux, plus à l'écoute des post-impressionnistes français. On pense que son style inhabituel a ouvert la voie à des artistes britanniques tels que David Hockney.
En 2014, une exposition des œuvres d'Innes est présentée au Musée national du Pays de Galles à Cardiff.

## Œuvres
- The Seine at Caudebec (1908)
- Thunder in the Mountains (1910)
- The Waterfall (1910) (Tate Gallery, London)
- Moorland Landscape with Sunset, Collioure (c. 1910) (Winnipeg Art Gallery)
- The Cathedral at Elne (1911) (National Museum Cardiff)
- Tryweryn Valley (1911) (Parc Howard Museum, Llanelli)
- Bala Lake (1911)
- Ranunculus (1912) (Walker Art Gallery, Liverpool)
- Arenig, North Wales (1913) (Tate Gallery, London)
- Inkwell and Pens  (Musée Wales d'Art Modern, Machynlleth)

## Télévision
En 2011, la fascination d'Innes et d'Augustus John pour la peinture d'Arenig Fawr et de la vallée d'Arenig a fait l'objet d'un documentaire de la BBC intitulé The Mountain That Had to Be Painted .